# Iza Zielińska
Iza Zielińska, née Gąsowska en février 1863 à Hrodna et morte le 15 décembre 1934 à Varsovie est une activiste du mouvement anarchiste et socialiste, journaliste et militante dans le domaine de l'éducation et du social.

## Biographie
En 1888, en raison des répressions politiques qui frappent son mari, Józef Zieliński (pl), elle est contrainte d'émigrer et s'installe avec lui et leur fils de trois ans à Paris. Elle étudie à l'Université de Paris et au Collège de France, tout en aidant son mari dans son travail rémunéré. Tous deux se rapprochent de l'anarchisme, organisant au fil du temps un mouvement anarchiste parmi les émigrants polonais travaillant en France. Malgré ses convictions anarchistes, elle devient en mars 1900 membre de la section parisienne de la branche étrangère du Parti socialiste polonais, qu'elle quitte en décembre de la même année avec son mari après le conflit de celui-ci avec la direction du parti au sujet de son attitude envers le Social-démocratie du royaume de Pologne et de Lituanie.
Elle milite dans l'organisation étudiante Spójnia. Entre 1903 et 1905, elle est co-organisatrice et militante de l'Université populaire polonaise, puis, en 1905, de la Salle de lecture des travailleurs. Avant 1905, elle rejoint à la franc-maçonnerie, à la loge La Philosophie Sociale, où elle obtint le grade de maître. En 1906, elle est cofondatrice et secrétaire de la Ligue polonaise de la libre pensée et de sa section parisienne. En 1907, avec Józef Szweber, elle représente la Pologne au Congrès anarchiste international d'Amsterdam. Elle collabore avec les hebdomadaires varsoviens Prawda et Społeczeństwo. De 1910 à 1912, elle est membre du Comité exécutif du Bureau polonais du travail et, à partir de 1912, militante du Club socialiste polonais.
En 1920, elle retourne avec son mari à Varsovie, où elle rejoint à nouveau le PPS et devient vice-présidente de son département central des femmes. Aux côtés de Herman Lieberman (pl) et Mieczysław Niedziałkowski, elle représente le PPS en août 1933 au congrès de l'Internationale socialiste ouvrière à Paris. En 1930, alors qu’elle est à la tête d’une manifestation anti-gouvernementale, elle est blessée au visage par des éclats d’une balle. Entre 1931 et 1934, elle fut membre du Tribunal central du parti, cofondatrice de l'Association des clubs de femmes travailleuses, membre de longue date du comité directeur de l'Association ouvrière des amis des enfants et du comité directeur de l'Association de l'université ouvrière, entre 1931 et 1934, du Conseil d'administration de l'Union polonaise de la libre pensée, militante de la Ligue pour la défense des droits de l'homme et du citoyen, du Patronage des prisonniers et de la Famille médicale.
Elle est l'auteurice d'un manuel populaire d'apprentissage du français, destiné aux émigrants polonais en France.
Elle meurt le 15 décembre 1934 et est inhumée au cimetière de Powązki (carré 238-6-11).